# 阿莫塔佩區
阿莫塔佩區（西班牙語：Distrito de Amotape），是秘魯的一個區，位於該國西北部皮烏拉大區的派塔省，始建於1840年10月8日，面積90.83平方公里，海拔高度12米，2005年人口2,250，人口密度每平方公里25人。